# Perclorat de sodiu
Percloratul de sodiu este un compus organic cu formula chimică NaClO4. Este o sare ce conține anion perclorat și sodiu. Este un solid alb, cristalin, higroscopic, foarte solubil în apă și alcool. Este regăsit de obicei sub formă de monohidrat.